# Marszowice (stacja kolejowa)
Marszowice – zlikwidowana stacja kolejowa w Marszowicach; w gminie Oława, w powiecie oławskim, w województwie dolnośląskim, w Polsce. Otwarta w 1910, zamknięta w 1966, zlikwidowana w 1973.